# Putyla (huyện)
Putyla (tiếng Ukraina: Путильський район, chuyển tự: Putylas’kyi raion) là một huyện của tỉnh Chernivtsi thuộc Ukraina. Huyện Putyla có diện tích 878 kilômét vuông, dân số theo điều tra dân số ngày 5 tháng 12 năm 2001 là 25.363 người với mật độ 29 người/km². Trung tâm huyện nằm ở Putyla.